# لوکاس اهیجادو
لوکاس اهیجادو (انگلیسی: Lucas Ahijado؛ زادهٔ ۳۰ ژانویهٔ ۱۹۹۵) بازیکن فوتبال اهل اسپانیا است.
از باشگاه‌هایی که در آن بازی کرده‌است می‌توان به باشگاه فوتبال رئال اویدو اشاره کرد.